# Sandakan Division
Sandakan Division ist die Bezeichnung für ein Verwaltungsgebiet innerhalb des Bundesstaats Sabah in Malaysia. Es gibt insgesamt fünf Verwaltungsgebiete (divisions), die wiederum in Distrikte (districts) aufgeteilt sind, was in etwa den Landkreisen in Deutschland entspricht.

## Distrikte
Die Sandakan Division ist in vier Distrikte aufgeteilt die nach den Namen der dortigen Städte benannt sind:
- Distrikt Beluran mit der Stadt Beluran
- Distrikt Kinabatangan mit der Stadt Kinabatangan
- Distrikt Sandakan mit der Stadt Sandakan
- Distrikt Tongod mit der Stadt Tongod

## Geschichte
Die Aufteilung Sabahs in fünf Gebiete (divisions) geht auf die Verwaltungsgliederung der North Borneo Chartered Company zurück. Nach Übernahme von Nord-Borneo auf Basis der 1881 erteilten Königlichen Charter, wurde die von Baron Overbeck eingeführte verwaltungstechnische Zweiteilung des Landes durch Einrichtung der beiden Residenturen West Coast Residency und East Coast Residency fortgeführt. Sitz der beiden Residenten war Sandakan, wo auch der Gouverneur seinen Sitz hatte. Jede Residentur wiederum war aufgeteilt in verschiedene Provinzen, die von einem District Officer verwaltet wurden. Mit fortschreitender Entwicklung des Landes wurde die Anzahl der Residenturen auf fünf erhöht: Tawau Residency (auch East Coast Residency genannt), Sandakan Residency, West Coast Residency, Kudat Residency und Interior Residency; die Provinzen waren anfänglich nach den Mitgliedern des Aufsichtsrates benannt: Alcock, Cunlife, Dewhurst, Keppel, Dent, Martin, Elphinstone, Myburgh und Mayne. Die Senior-Residenten belegten Sandakan und West Coast, während die anderen drei Residenten mit den Residenturen 2. Klasse (Interior, East Coast und Kudat) vorliebnehmen mussten. Die Residenten von Sandakan und West Coast waren Mitglieder im Legislative Council, der gesetzgebenden Versammlung der Company.
Die Einteilung in Residenturen wurde beibehalten, als Nord-Borneo nach dem Zweiten Weltkrieg zur Kronkolonie wurde. Mit der Unabhängigkeit von Malaysia übernahm der Bundesstaat Sabah am 16. September 1963 durch die Verordnung über die Verwaltungseinheiten die Verwaltungsstruktur. Gleichzeitig wurde der Yang di-Pertuan Negeri Sabah, das Staatsoberhaupt von Sabah, ermächtigt, per Proklamation die Einteilung des Landes in divisions und districts vorzunehmen. Die Abschaffung des Begriffs residency zugunsten des Begriffs division erfolgte im Jahr 1976.
Die division hat heute nur noch formale Bedeutung und stellt keine eigene Verwaltungsebene mehr dar. Der Posten des Residenten wurde ebenfalls abgeschafft, da die kommunale Verwaltung Sabahs in Händen der district officers liegt.